# イッザト・イブラーヒーム
イッザト・イブラーヒーム・アッ＝ドゥーリー（アラビア語: عزة إبراهيم الدوري、1942年7月1日 - 2020年10月26日）は、イラクの政治家で、元革命指導評議会副議長、元バアス党地域指導部副書記長、陸軍中将。日本語の報道では「イブラヒム(元)副議長」とされることが多い。 別名「アブー・ブライス」。スンナ派ムスリムであるが、スーフィズムを信仰している。

## 生い立ち
イッザト・イブラーヒームはティクリート近郊のドゥール村の貧しい氷屋の家庭に生まれた。幼少時から父親の手伝いをして周辺の村々に氷を売っていたため、学校には満足に通えなかったと言われる。そのためクルアーン以外の書物は読んだことがなかったといわれている。
地元の高校で教員として働いていた際に、アラブ民族主義思想に共鳴し、当時は非合法政党だったバアス党に入党して党の活動に参加し、1959年と1962年に投獄された経緯がある。
1963年2月8日のアブドルカリーム・カーシム政権を打倒したクーデターにも参加した。しかし、同年11月、バアス党によるアブドッサラーム・アーリフ政権転覆を計ったクーデター未遂事件に関与していたため投獄され、刑務所で同じく投獄されていたサッダーム・フセインと出会う。
1967年に恩赦で出獄している。

## バアス党政権時代
1968年7月17日のバアス党主導のクーデタが成功し、アフマド・ハサン・アル＝バクル政権が樹立されると、産業相として入閣。
1973年には、バクル政権を狙ったクーデター未遂事件の首謀者を裁く、特別法廷長官としてクーデター実行犯を裁いた。1974年には党地域指導部メンバーに選出され、同年11月11日、内相に就任する。

## 政権No.2へ

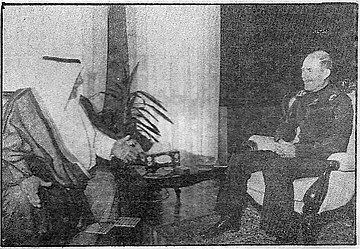
1988年11月14日、クウェートの要人と会談するイブラーヒーム（右）

1979年、サッダーム・フセインの大統領就任と同時に、革命指導評議会副議長及びバアス党地域指導部副書記長兼バアス党民族指導部副書記長に就任。RCC副議長は議長（大統領）が非常の場合に大統領代行を務めるため、事実上の政権序列第2位の地位を占めた。
1980年代後半に党北部局副書記に就任した際には、クルド人の弾圧を目的にした「アンファール作戦」を指導。クルド人住民に対する大量虐殺に関わったとされる。
RCC副議長として、1980年のイラン侵攻、1990年のクウェート侵攻の決定に関与しており、1991年の湾岸戦争中に起きたイラク軍のサウジアラビア領内への侵攻はイブラーヒームが提案したと言われている。
また、湾岸戦争後にイラク軍副総司令官に任命され、シーア派・クルド人の反政府蜂起の鎮圧を指揮した。特にイラク南部の湿地帯に住むマーシュ・アラブ人の住む湿地を干上がらせて住民環境を破壊し、蜂起に加担したマーシュ・アラブ人への懲罰措置を実行したとされる。
南部の反乱を鎮圧させると北部に向かい今度は、クルド人の反乱を戦闘ヘリも使用して、容赦無く鎮圧した。この時、『ハラブジャの出来事を忘れたなら、我々は同じ活動を繰り返す準備が出来ている』と語ったとされ、暗にハラブジャでの化学兵器による住民殺害事件に触れて警告した。
1992年2月には、ニーナワー県知事に任命された。
1995年にはサッダームの長男ウダイ・サッダーム・フセインとイブラーヒームの娘が結婚した（後に離婚）。一時期にしろ、サッダームと姻戚関係になった。 
政権最高幹部になったイブラーヒームは、故郷ドゥールの出身者である、ドゥール閥の人間やスーフィストを党、治安・情報機関、軍の幹部に数多く登用して自らの権力基盤を固めた。ジュムフーリーヤ（共和国）広場で行われる軍の閲兵式では、サッダームの右隣にいることが多かった。
1998年の米軍による「砂漠の狐作戦」における空爆が始まると、北部軍管区司令官に任命された。2003年のイラク戦争時にも、同司令官に任命されている。
1999年2月16日、白血病の治療のためオーストリアのウィーンに滞在中に同国の国会議員であるペーター・フィルツが、クルド人大量虐殺の容疑でイブラーヒームを逮捕するよう、オーストリア政府に求めたため、慌てて出国したことがある。

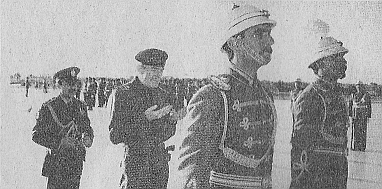
1989年のイブラーヒーム（右から3人目）

2002年のベイルートで開かれたアラブ首脳会議ではサッダームの代理として出席。クウェート外相、サウジアラビアのアブドゥッラー皇太子と会談し、湾岸戦争後に険悪化した両国との「和解」を演出した。またクウェートの主権を認めると発言して従来の政権の見解である「クウェートはイラクの領土」という見方を修正する発言をした。
だが、イラク戦争開戦直前の2003年3月5日、ドーハで開かれたイスラム諸国会議機構に出席、アメリカ軍の自国駐留を認めた湾岸諸国を舌鋒鋭く非難、特にクウェートを「イスラームの裏切り者で米国の代理人」と集中的に非難し、これに怒ったクウェート代表が反論すると「黙れ猿!」と罵倒した。

## イスラーム政策

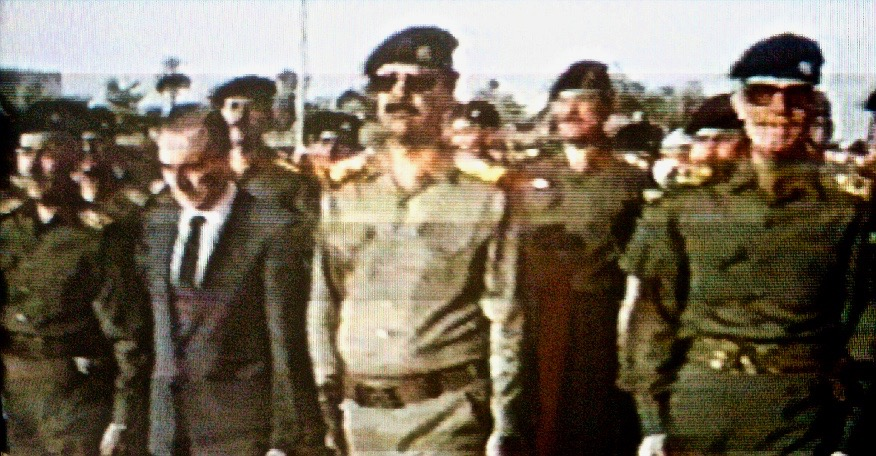
1989年7月23日、ミシェル・アフラクの葬儀に参列するサッダーム（中央）とイブラーヒーム（右端）

イブラーヒームは世俗的とされるフセイン政権の中でも熱心なムスリムと見られていた。1993年に、政権は彼の指導の下、信仰キャンペーン（アル＝ハムラ・アル＝イマーニーヤ）を展開。ワクフ・宗教省が全国のモスクを監督し、体制派のイマームを任命。その一方信徒らによる独自の礼拝、モスクの修理やワクフ管理を認めるなど、スンナ派ムスリムに多くの自由裁量を与え、体制による締め付けを緩和。この結果スンナ派反体制派の動きは大幅に減少・自然消滅した。
しかし、一定の自由が与えられたのはスンナ派だけであり、シーア派に対しては徹底した監視・弾圧を加えた。例えば、シーア派指導者の拘束・暗殺、恣意的な同派信徒の逮捕、独自儀式の禁止、イスラーム教育への干渉などである。伝えられるところでは、シーア派のモスクには常に政権の治安・情報機関の職員が入り込み監視していたという。その反動からか、イッザト・イブラーヒームは1998年に式典出席のため、シーア派の聖地カルバラーを訪れた際に暗殺未遂に遭っている。

## 政権崩壊後

### 逃亡
イラク戦争開戦直前に頻繁に開かれた政権幹部会議に出席する際は常にサッダームの隣に座り、最後まで側近中の側近であった。開戦翌日の3月22日にアメリカが「空爆でイブラーヒーム副議長、ラマダーン副大統領、アリー・ハサン大統領顧問が死亡したとみられる」と発表した。その後にイラク国営放送が「イブラーヒーム副議長は健在だ」と主張し、小さな明るい事務室と思われる部屋で「イブラーヒーム副議長が部下に指示を出している」映像を公開した。
しかし、その後は国営テレビによりサッダームと政権幹部が集まり作戦会議を開いている様子が何度か放送されたものの、ラマダーン副大統領らの側近はこれらの映像に登場していたが、イブラーヒームがサッダームと同じ場所に登場する映像は一切放映されなかった。このことから死亡説や重傷説も取り沙汰されたが、北部軍管区司令官として、北部方面の軍やバアス党組織の指揮を執っていたと思われる。
その後、政権が崩壊すると、イブラーヒームはイラク北部から隣国シリアに、複数の政権幹部と共に亡命したとされる。シリア情報筋によればイブラーヒームが4月7日〜8日頃、シリア・イラク国境にあるアブー・カマールまで車で到着し、側近と共に別の車でダマスカスに向かったと明かした。車は3台で現金3,000万ドルを積んでいた。イブラーヒームに同行していたメンバーにはサッダームの娘婿も含まれていたという。
タイム誌の報道によると、政権崩壊から数週間後にバグダードの公園でイブラーヒームはサッダームとバアス党幹部3人と車中で45分間密会し、いかにして米軍をイラクから追い出すかについて協議したという。

### 反米活動

#### 2000年代
イブラーヒームは、イラク・バアス党の組織を再編成し、イラク国内で活動するジャイシュ・ムハンマドなどの旧政権残党勢力の反米ゲリラの支援や融資をしているとされた。別の報道によるとバアス党系の武装組織を束ねた「イラク・レジスタンス評議会議長」という立場にあるといわれる。しかし、実際に反米ゲリラ活動を指揮しているのではなく、旧政権残党における「シンボル」としての役割を果たしているに過ぎないともいわれる。
ポール・ウォルフォウィッツ国防副長官の発言によると、2003年10月、ジハード主義系武装組織「アンサール・アル＝イスラーム」の捕らえられたメンバーによるとイブラーヒームが対米攻撃活動を指導、資金提供をしていると証言したとされ、また、イラク・バアス党の残党勢力と反米イスラーム主義組織との仲介・共闘も行ったとされる。
2003年5月17日、アル＝アラビーヤがアメリカ軍によってイブラーヒームが拘束された報じたが、その後アメリカ軍当局が否定。アメリカ軍は11月にイッザト・イブラーヒームの拘束・殺害に関する情報に1,000万ドルの賞金を賭けた。同月、アメリカ軍は投降への圧力を掛けるためにイブラーヒームの妻と娘をサーマッラーで逮捕。また数人の親族と、彼の主治医の息子を矢継ぎ早に拘束した。12月に投降したとの報道が流れたがこれも誤報だった。
2003年12月25日、イラク・バアス党の声明により、拘束されたサッダーム・フセインに代わってイッザト・イブラーヒームが、バアス党地域指導部書記長に任命されたと報じられた。
2004年には潜伏していると見られていたイラク北部を集中的に捜索し、1月に個人的側近や金庫番、兄弟、甥などが次々に拘束されたが、本人を捕らえることは出来ず、3月に潜伏先を知っているとされる3人を拘束したが、何の手がかりも得られずにすぐに釈放された。2004年9月5日には、イラク暫定政権国防相のハーズィム・シャアラーンにより、イブラーヒームをティクリートの病院で拘束したと発表。国防相は会見で「米軍の支援を受けて、イラク軍がティクリートで大規模な作戦を実施し、逮捕することができた」と語り、拘束の際に支持者と交戦して70人を殺害、80人以上を逮捕したと述べていた。しかし、後に別人を誤って逮捕したとして否定された。
2005年1月9日に、イラク中央刑事裁判所からイブラーヒームに逮捕状が出されている。
2005年11月11日、イラク・バアス党系ウェブサイト「アル＝バスラ・ネット」を経営する元外交官のサラーフ・アル＝ムフタールが、AFP通信に電子メールで、「11日未明にイッザト・イブラーヒームが死亡した」との声明を送ってきた。メールによると「11日午前2時20分、抵抗指導者（イブラーヒーム）が死去した」とした上で、「ジハード継続のため、党地域指導部は抵抗の指導責任をアブドルカーディル・ドゥーリー党地域指導部副書記長に移行した」と後継人事にも言及したが、死因や死亡場所など詳細について言及はなかった。この報道について米軍とイラク政府は、「死亡したという情報は無い」と懐疑的な見方を示し、11日夕方には「アル＝バスラ・ネット」にて死亡報道の記事が削除され、アル＝ムフタール本人から「同志イッザト・イブラーヒームは生きている」との、死亡説を否定する声明が出された。
2006年、旧バアス党・旧イラク軍メンバーを糾合した反米武装組織・ナクシュバンディー教団軍を組織し、最高指導者に就任した。
3月27日、アルジャジーラがイブラーヒームのものとされる音声メッセージを放送。ハルツームで開かれているアラブ連盟首脳会議に合わせたもので、アラブ諸国にイラクのスンナ派武装勢力を支持するよう訴えた。
7月24日、英紙ザ・タイムズはイブラーヒームとの書面インタビューを掲載、この中でイブラーヒームは「イラクの抵抗勢力の95%が旧イラク軍の兵士だ」と語り、外国人戦闘員の人数は僅かだと述べている。
サッダーム・フセイン処刑後、イラク・バアス党系ウェブサイトにて「イッザト・イブラーヒームがイラクの合法的な大統領及びイラク軍最高司令官とバアス党地域指導部書記長に選出された」との声明が出された。
しかし、その後組織内の路線対立には歯止めが利かなくなり、一部の党幹部はイブラーヒームの下を離脱。バッシャール・アサド政権の庇護を受けてシリア東部のハサカにて会議を行い、元党軍事局メンバーであった若手のバアス幹部、ムハンマド・ユーニス・アル＝アフマドを親シリア派バアス党の新たな指導者に任命した。
2007年10月3日、アラブ首長国連邦のテレビ局、アル＝アラビーヤは、イッザト・イブラーヒームがイラクの武装勢力の統一機構「ジハードと解放」という組織を結成し、その最高指導者に就任したと同組織のスポースクマンを名乗る人物が語るビデオ映像を放送した。
2008年5月26日、イッザト・イブラーヒームがエジプトのタブロイド誌とのインタビューに応じたと報じられた。インタビューでは、2003年からの戦闘で旧政権支持者の120万人が死亡したが、抵抗がイラクの解放まで継続すること、旧政権残党が自爆攻撃を実行してきたこと、そしてアメリカ軍がイラクから撤退し、イラク現政府を廃止してイラク・バアス党を「イラク人民の合法的な代表」と認めるならば、アメリカと休戦に向けて交渉する用意がある旨を表明した。 また、旧政権残党には、休むことなく、多国籍軍の供給ラインを切断し、イラク国民を傷つけることなく敵を攻撃するよう命じた。
7月15日、アル＝アラビーヤはイッザト・イブラーヒームのものとされる音声テープを放送。テープでイブラーヒームと見られる声は、2008年がイラクにおける米軍の存在のための決定的な最後の年であるとし、ブッシュ大統領はイラクから米軍を撤退させ、米兵戦死者の真実の人数を発表しなければならないと語った。
2009年4月6日、アル＝ジャズィーラ・テレビはイッザト・イブラーヒームのものとされる音声テープを放送。テープでイブラーヒームと見られる声は、旧政権支持者にイラク政府の合法性を否定し、ジハードを続けるよう呼びかけると共に、「新しいイラク政府」の下で、アメリカとの新たな関係を構築できるだろうと述べたが、対話の前提条件として、駐留米軍の即時全面撤退と旧政権高官の釈放を要求した。
また、同じテープで元共和国防衛隊将校で、現バアス党地域指導部メンバーのアブー・アル＝ムウタシムと名乗る人物の音声も収録され、バアス党系武装勢力とアル＝カーイダとの関係を否定すると共に、一部の抵抗勢力が米・イラク側との対話を行っていることを認めた。しかし、バアス党はその対話には加わっていないとし、イブラーヒームの考えとして、バアス党がイラクの政治・軍事・治安の仕事に復帰することが、許されない限り対話には応じないとしていると述べた。また、イブラーヒームらがイラク国外に居ることを否定し、バアス党分派を除いてイラク国内で活動しているとした。

#### 2010年代
2010年3月28日、アル＝ジャズィーラ・テレビはイブラーヒームの音声テープを放送。テープはリビアで開かれているアラブ連盟首脳会議に合わせる形で公開され、アラブ諸国首脳に対してイラクの正統な代表である「抵抗勢力」の指導者をイラク代表として会議に招待するべきだとし、イラク占領当局（イラク政府）とのいかなる合意も破棄すべきと語った。このテープでは、イラクの避難民や孤児、夫を亡くした女性などへの支援を訴えた一方、3月に行われたイラクの国会選挙については一言も触れていない。
イランの英語衛星チャンネル「プレスTV」は、イッザト・イブラーヒームが2010年4月24日に、バアクーバで米軍に拘束されたと報道した。また、FOXニュースも同様の報道を行ったが、アメリカ軍やイラク政府からは公式の発表はなく、誤報であったとみられている。
7月31日、バアス党系のウェブサイト「アル＝バスラ・ネット」は、イブラーヒームのものとされる音声テープを公開した。テープのイブラーヒームと見られる声は、バアス党がイラク解放戦争をリードしているとし、イラク政府によるバアス党員に対する公職追放措置は「失敗する運命にある」と語った。
2011年11月10日、イッザト・イブラーヒームのものとされる音声テープが再び公開された。
2012年4月7日、インターネットの動画サイトに、イブラーヒーム本人が演説しているとされる映像が公開された。イブラヒーム本人だとすれば映像が公開されるのは2003年以来9年ぶりのことである。約1時間の映像の中でイブラーヒームとされる人物はイラク軍最高司令官の軍服姿で眼鏡を掛け、オフィスのような場所で椅子に座り机の上におかれた原稿を読み上げた。やや老けた印象があったがかすれた声は健在であった。
声明の中でイブラーヒームは、シリア紛争におけるスンナ派住民の蜂起を支持し、アラウィー派主導のバッシャール・アサド政権及び同政権を支えるイランを非難した。またイラン政府とつながりの深いとされるイラクのシーア派主導のマーリキー政権についても非難した。この映像では、イブラーヒームのまわりに側近だと思われる軍服姿の人物も複数映っていたが、顔は映らないようになっていた。
イラク政府は、イブラーヒームは現在、長年にわたる持病を患っていることもあり、イラクにはおらず、カタールに滞在していると主張しているが、カタール政府は否定していた。
2013年1月4日、インターネットの動画投稿サイト「YouTube」にイッザト・イブラーヒームの演説動画が投稿された。動画内でイブラーヒームは、イラク国内で起きているスンナ派アラブ人住民による反体制蜂起を支持すると述べ、「あらゆる都市と地域のイラク国民、あらゆるナショナリストとイスラーム勢力が、サファヴィー朝・ペルシア連合（イラク政府）を打倒するというあなた方の要求を成し遂げるまであなた方を支える」とし、スンナ派住民に対する連帯を示した。また、イラクにおけるイランの「サファヴィー朝計画」の協力者を兵士・民間人を問わず公平公正に処罰すべきとした。イブラーヒームは、動画内において自身がイラクのバービル県に居ると語ったが、真実かどうかは不明。
2019年4月15日､イッザト・イブラーヒームのものとされる音声がSNSに投稿され、1990年のクウェート侵攻についてサバーハ・アル＝アフマド・アル＝ジャービル・アッ＝サバーハ首長に謝罪した。音声メッセージの中でイッザト・ドゥーリーは、クウェートはイラクの領土ではなかったと認め、同国侵攻は当時のバアス党の原則にも違反しており、大きな間違いであったと反省している。

### 「イスラーム国」との蜜月と対立
フセイン政権崩壊後に台頭したジハード主義を掲げる「イスラーム国」と、「反シーア派」「反イラク政府」で一致し、イスラーム国と共闘。イラク制圧に従事し、2014年2月13日の軍事作戦でキルクーク県・ディヤーラー県を支配下に置き、ハムリーン山を拠点とした。6月10日に行われたモスル占領作戦に関与し、7月にはイスラーム国を称賛する声明を発表した。
しかし、イブラーヒーム率いるナクシュバンディー教団軍は思想面でイスラーム国と対立したため、7月に離反。11月にはISILに対し宣戦を布告、ハムリーン山・ティクリート・モースルで戦闘状態に入った。
2015年に出されたイブラーヒームの声明のテープではイエメン内戦でのサウジアラビアの軍事介入を支持し、イスラーム国とイランはアラブとイラクの敵であると非難した。

## 晩年

### 死亡報道
2015年4月18日、イラク軍が17日に行った掃討作戦によりイブラーヒームが死亡したと発表された。イラク軍当局は「遺体がイブラーヒームであることは95%確実」とし、遺体は検視のためバグダードに移送するとしている。シーア派民兵組織によって行われたDNA鑑定の結果、遺体がイブラーヒーム本人であることが確認され、20日に遺体がイラク政府に引き渡された。
しかしその後、イラク政府による公式のDNA鑑定は行われていないことが明らかになったほか、5月15日にはバアス党系のメディアにイブラーヒームのものとされる音声メッセージが公開された。この中でイブラーヒームとされる人物は、4月に自らが殺害されたとする情報を否定し、殺害情報が流れたあとに起こった出来事に言及するなどし、健在をアピールした。
翌2016年4月7日には本人とされる軍服姿の人物が声明を読み上げる映像が公開され、この中でイブラーヒームとされる人物はサウジによる対テロ国際組織イスラム軍事同盟の結成を称賛して中東におけるイランの台頭を非難するなど再び健在をアピールした。

### 死去
バアス党は2020年10月26日にイッザト・イブラーヒームが死去したと発表した。イブラーヒームの後任には旧軍人が任命されたとしている。サッダーム・フセインの長女ラガド・フセインもSNS上でイブラーヒームの死去を認める投稿を行った。

## 人物
1999年以前から白血病を患い、処置のため6カ月ごと輸血を受けていたとされる。最晩年は、糖尿病も併発していたとされる。
妻はジャウハル・マジード・アッ＝ドゥーリー、サンドゥス・アブドゥッ＝ガフール、ニザール・アル＝ラビーイー、インティッサール・アル＝ウバイディーの全部で4人。実子は何人かは不明。子沢山だったらしく、サッダームの主治医を務めたアラ・バシールによると「子供の人数が多すぎて、彼自身、子の名前や顔を覚えていない」と語っている。
一番年下の妻は18歳の農家の娘で、イブラーヒームが見初めて結婚した。結婚理由についてはバシール医師に「一番目の妻は年をとり過ぎて夜のベッドを共にすることが出来ないから」と述べたという。

## 参考書籍
- アラ・バシール（アラビア語版、英語版）、ラーシュ・シーグル・スンナノー（ノルウェー語版、英語版）著、山下丈訳『裸の独裁者サダム: 主治医回想録』NHK出版、2004年。ISBN 978-4-14-081006-4。

## 注
1. 1 2  “Saddam Hussein’s aide Izzat al-Douri dies in Iraq” (英語). aa.com.tr. (2020年10月26日) 2020年10月27日閲覧。
2. ↑  自身は軍隊での兵役経験はなかったとみられる。
3. 1 2 3 4 5 6 7 8 9  https://www.globalsecurity.org/military/world/iraq/al-douri.htm
4. 1 2  http://news.bbc.co.uk/2/hi/not_in_website/syndication/monitoring/media_reports/2333927.stm
5. ↑  http://www.hrw.org/en/news/1999/02/16/prosecution-iraqi-austria-urged
6. ↑  毎日新聞　2003年3月5日記事
7. ↑  時事通信 2003年4月11日付配信記事より
8. ↑  毎日新聞　2004年9月5日付記事
9. ↑  読売新聞 2005年11月12日付記事
10. ↑  https://web.archive.org/web/20140822024823/http://www.geocities.jp/uruknewsjapan/2005Saddam_lieutenant_is_alivehtml.html
11. ↑  “イラク軍の元将軍イザト・イブラヒム・アドゥーリの死亡を確認”. 時事イタリア語 (時事通信). (2015年4月18日) 2015年4月18日閲覧。
12. ↑  http://www.time.com/time/world/article/0,8599,1218390,00.html Insurgent Ba'athist In His Own Words
13. ↑  http://www.el.tufs.ac.jp/prmeis/html/pc/News20090410_095402.html
14. ↑  http://www.france24.com/en/20100328-saddam-fugitive-urges-arabs-talk-iraq-resistance Saddam fugitive urges Arabs to talk to Iraq "resistance"
15. ↑  http://www.presstv.ir/detail.aspx?id=124411&sectionid=351020201
16. ↑  https://web.archive.org/web/20100825152558/http://sankei.jp.msn.com/world/mideast/100503/mds1005030701000-n1.htm 【海外事件簿】「フセイン元大統領長女に逮捕状」報道の謎
17. ↑  https://web.archive.org/web/20130122041210/news.yahoo.com/fugitive-saddam-deputy-lends-support-iraq-sunni-protests-213248611.html Fugitive Saddam deputy lends support to Iraq Sunni protests
18. ↑  https://www.middleeastmonitor.com/20190415-saddams-deputy-apologises-for-kuwait-invasion/
19. ↑  “イラク：「ダーイシュ」は戦闘範囲をキルクーク県にまで拡大”. 日本語で読む中東メディア (アル・ハヤト). (2015年4月18日) 2015年4月18日閲覧。
20. ↑  “「イスラム国の黒幕」殺害か＝フセイン元大統領側近−イラク”. 時事ドットコム (時事通信). (2015年4月17日) 2015年4月18日閲覧。
21. ↑  “アラブの連帯を誘うイラク旧政権派”. ニューズウィーク. (2015年4月12日) 2015年4月18日閲覧。
22. ↑  “イラク：「ナクシュバンディー教団軍」が「イスラーム国」(IS)に対し宣戦”. 日本語で読む中東メディア (アル・ハヤト). (2014年11月29日) 2015年4月18日閲覧。
23. ↑  "Iraqi audio recording shows Saddam Hussein's deputy may still be alive". The Guardian. 16 May 2015.
24. ↑  "Al-Douri criticises ISIS, Iran, hails Operation Decisive Storm". Middle East Monitor. 16 May 2015.
25. ↑  “イラク・フセイン政権のナンバー2、治安部隊との戦闘で死亡か”. AFP. (2015年4月18日) 2015年4月18日閲覧。
26. ↑  “イラク:フセイン政権ナンバー2の死亡を確認”. 毎日新聞. (2015年4月21日) 2015年4月22日閲覧。[リンク切れ]
27. ↑  العراقي الاسطورة 2 (2016年4月7日). “خطاب القائدالمهيب الركن عزة ابراهيم الدوري بمناسبة الذكرى 69لتأسيس حزب البعث العربي الاشتراكي.”. 2018年3月1日閲覧。
28. ↑  http://english.alarabiya.net/en/News/middle-east/2016/04/07/Saddam-s-top-aide-appears-calls-to-line-up-against-Iran.html
29. ↑  “Saddam's former deputy resurfaces a year after he was 'killed'”. 2018年3月1日閲覧。
30. ↑  “Video suggests aide to Iraq's Saddam may still be alive” (2017年4月7日). 2018年3月1日閲覧。
31. ↑  http://www.mof.go.jp/jouhou/kokkin/iraq.taishousha.list.pdf